# Toxolasma texasiensis
Toxolasma texasiensis är en musselart som först beskrevs av I. Lea 1857.  Toxolasma texasiensis ingår i släktet Toxolasma och familjen målarmusslor. Inga underarter finns listade i Catalogue of Life.